# Ilhas Botinas

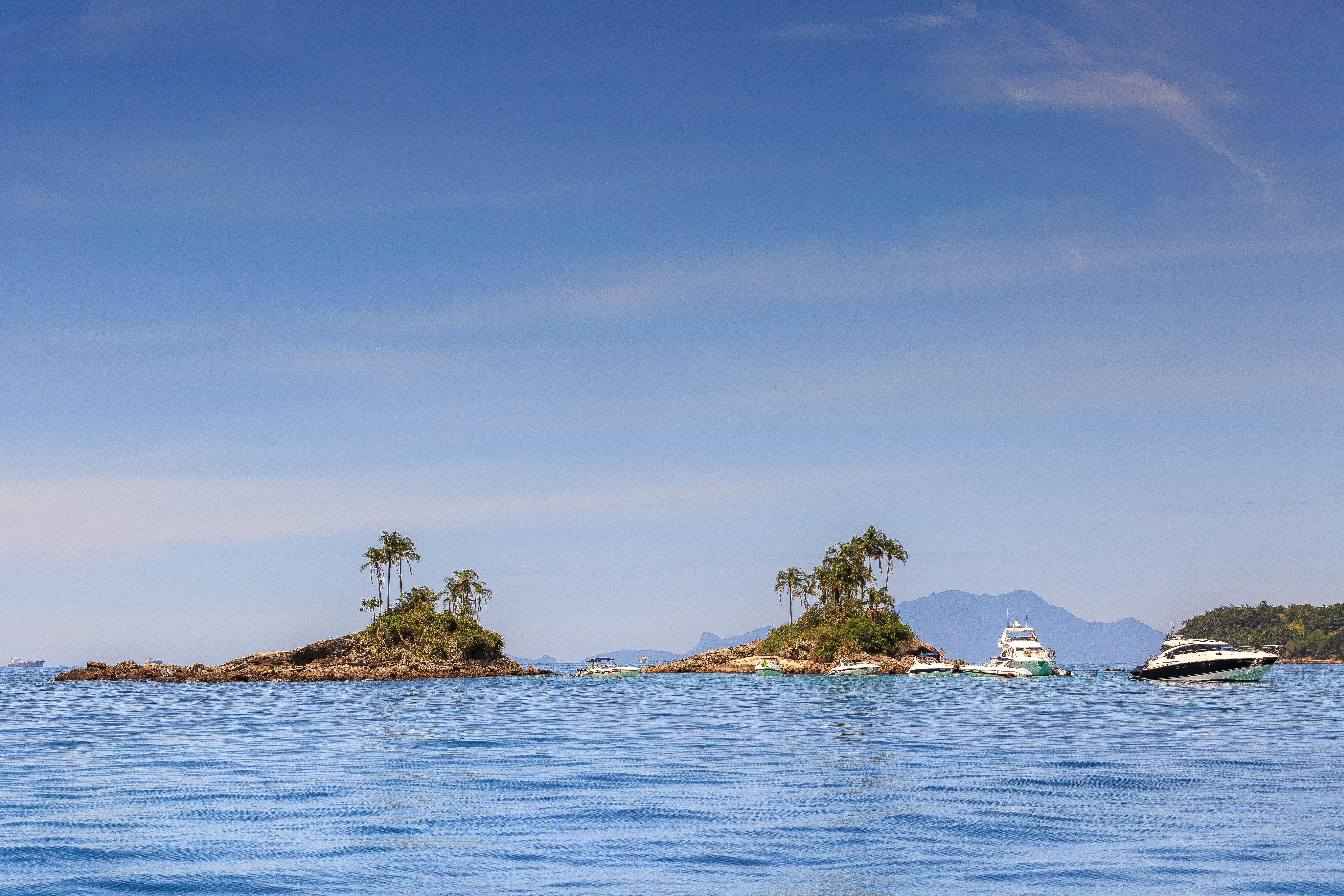
Ilhas Botinas

Ilhas Botinas são duas pequenas ilhotas quase juntas (uma distância de mais ou menos 20 m) que ficam na baía da Ilha Grande e são muito parecidas. As ilhas ficam perto da Ilha da Gipóia, a segunda maior ilha de Angra dos Reis. 